# Pavel Batitski
Pavel Fjodorovitsj Batitski (Russisch: Павел Фёдорович Батицкий) (Charkiv, 27 juni 1910 - Moskou, 17 februari 1984) was een maarschalk van de Sovjet-Unie. In 1953 voltrok hij het doodvonnis van Lavrenti Beria door hem met zijn dienstpistool door het hoofd te schieten.

## Loopbaan
Batitski werd in 1924 militair. Van maart 1929 tot mei 1935 diende hij als pelotonscommandant in het militair district Wit-Rusland. In 1938 promoveerde hij eervol aan de Froenzeacademie te Bisjkek. Van september 1939 tot december 1940 was hij op een zakenreis in China als stafchef van de militaire Sovjetadviseurs aan het hoofdkwartier van Chiang Kai-shek. Na zijn terugkeer werd hij stafchef van Kaunas in het militair district Oostzee. In maart 1941 werd Batitski benoemd tot stafchef van de 202 Gemotoriseerde Divisie.
Later dat jaar nam hij het bevel over van de 254e divisie fuseliers. van 1943 tot 1944 was hij commandant van het 73e korps fuseliers en daarna tot 1945 van het 120e korps fuseliers.
Hij schoot in 1953 als kolonel-generaal en bevelhebber van de luchtverdediging van Moskou de machtige chef van de KGB, Lavrenti Beria, na een "geheim proces" door het hoofd. Zo verwierf hij de dank en het vertrouwen van de Sovjetleiders Nikita Chroesjtsjov en Leonid Brezjnev. Batiski was vervolgens als kolonel-generaal bevelhebber van het Militair district Moskou en assistent van Georgi Zjoekov. Van 1963 tot 1978 was hij bevelhebber van de luchtverdediging van de Sovjet-Unie.

## Militaire carrière
- Maarschalk van de Sovjet-Unie (Маршал Советского Союза): 15 april 1968[4]
- Legergeneraal (Генерал армии): 5 mei 1961[4]
- Kolonel-generaal (Генерал-полковник): 8 maart 1953[4]
- Luitenant-generaal (Генерал-лейтенант): 5 november 1949[4]
- Generaal-majoor (Генерал-майор): 29 september 1943[4]
- Kolonel (Полковник): 27 december 1941[4]

## Onderscheidingen
Maarschalk Batitski droeg de volgende onderscheidingen:

### Sovjet-Unie
- 7 mei 1965, Gouden Ster van een Held van de Sovjet-Unie gedecoreerd
- vijfmaal de Leninorde (1944[5], 1953, 1960, 1965, 1978)
- vijfmaal de Orde van de Rode Banier (1942[5], 1944[5], 1951, 1954 en 1968)
- Orde van de Patriottische Oorlog
- Orde van Soevorov IIe Klasse (1944[5])
- Jubileumsmedaille voor Militaire Dapperheid ingesteld ter herinnering aan de Honderdste Verjaardag van Vladimir Iljitsj Lenin
- Orde van Koetoezov Ie[5] en IIe Klasse[5] in maart en mei 1945
- Orde van de Oktoberrevolutie (1970)
- Orde van Verdienste voor het Moederland in de Strijdkrachten van de Sovjet-Unie IIIe Klasse (1975)
- Vijftien Sovjet-medailles
- Gouden erezwaard met het wapen van de Sovjet-Unie (1968)

### Buitenlandse
- Militaire Orde van de Witte Leeuw voor de Overwinning (Tsjecho-Slowakije)
- Orde van de Vlag van de Volksrepubliek Hongarije
- Mongoolse Orde van Suha Bator
- Poolse Orde Polonia Restituta
- 14 andere buitenlandse onderscheidingen